# 陳懷公
陳懷公（？—前502年），媯姓，名柳，為春秋諸侯國陳國君主之一，他為陳惠公兒子，承襲陳惠公擔任該國君主，在位期間為前505年—前502年，共在位4年。
陳懷公即位時吳國已經強大，在此前的一年，曾攻破楚都郢，楚幾乎亡國。怀公元年，吴军驻扎于郢，召怀公前去，怀公本欲前往，大夫劝谏说陈、楚为旧交，不可背弃，于是怀公以身体不适为由拒绝。四年之後，吳王闔閭又召他入吳，懷公在壓力之下只得赴吳，結果被扣留，最終客死吳國。其子越被國人立為湣公。